# Liste des récompenses de radio
Cet article ne prend pas en compte les webradios et les podcasts, mais uniquement la radiodiffusion transmise par voie hertzienne
Pour ce qui concerne d'autres secteurs culturels, voir Liste des récompenses et prix culturels.
Cette liste des récompenses de radio regroupe l'ensemble des concours, des castings, des bourses, des prix, des trophées qui gravitent autour du monde de la radio. Il peut s'agir aussi, plus largement, d'événements journalistiques ayant des répercussions sur le domaine de la radio.
Les récompenses sont attribuées au média lui-même (station de radio, émission de radio, reportage, etc.), aux animateurs ou journalistes, ou bien aux élèves des écoles de journalisme, ou encore aux personnalités de la société civile, c'est-à-dire par exemple des sportifs, des écrivains ou d'autres professionnels. En premier lieu, la liste se focalise sur les prix décernés par les stations de radio en France.

## Prix décernés par les radios en France

### RFI
- Prix découvertes RFI : (1995-actuel) : ce prix est l'occasion de mettre en avant les nouveaux talents musicaux du continent africain[1].
- Bourse RFI Ghislaine Dupont et Claude Verlon (2014-actuel) : cette bourse vient en hommage aux deux reporters de RFI tués à Kidal en 2013 au nord-est du Mali[2].
- Prix RFI Talents du rire (2015-actuel) : ce prix récompense un jeune artiste comique francophone d’Afrique, d’Océan Indien ou des Caraïbes[3].
- Prix RFI Challenge App Afrique (2016-actuel) : ce prix récompense une application internet développée en Afrique[4].
- Prix RFI Charles Lescaut (1997-actuel) : ce prix, organisé avec les écoles de journalisme, récompense un élève-journaliste parmi d'autres candidats présentés[5].
- Prix du reportage RFI en espagnol (2015-actuel) : ce prix est destiné aux étudiants en journalisme à travers toute l'Amérique latine[6],[7].
- Prix RFI instrumental (2017-actuel) : prix destiné à récompenser les professionnels ou simples passionnés de montage de musique à l'image[8].
- Prix Théâtre RFI (2014-actuel) : une dizaine de textes d'auteur-candidats sont présélectionnés pour qu'un jury puisse désigner son lauréat[9].
- Prix Marc-Vivien Foé (2009-actuel) : un jury de journalistes francophones récompense le meilleur joueur africain de Ligue 1[10].
- Prix RFI de l'innovation dans les médias (2016-actuel) : les lauréats, venus de médias francophones, auront dû innover dans les contenus, usages ou organisations[11].
- Prix des jeunes écritures RFI-AUF (2019-actuel) : lancé par RFI et l'Agence universitaire de la Francophonie, il récompense des textes courts d'expression française[12].
- Prix Voix d'Afrique (2020-actuel) : créé avec les éditions Jean-Claude Lattès, ce prix fait émerger des jeunes auteurs de langue française du continent africain[13].

### Radio France
- Prix du reportage Radio France
- Concours Radio France de la micronouvelle (2015-actuel) : ce concours procure un trophée à l'auteur d'un récit de 1 000 signes sur une thématique donnée[14].
- Prix du sportif français des auditeurs de Radio France (2008 - 2014) : le public consacre la personnalité ou l'équipe française de l'année en matière de sport[15].
- Grand prix lycéen des compositeurs (2000-actuel) : après rencontres et débat à Radio France entre les compositeurs en lice et les élèves, le lauréat est proclamé[16].

#### France Inter
- Prix du Livre Inter (1975-actuel) : ce prix littéraire créé par Paul-Louis Mignon est attribué en mai ou en juin par un jury de 24 auditeurs de France Inter.
- Prix de la Chanson Inter
- Prix du livre étranger JDD - France Inter (2017-actuel) : à référencer
- Prix BD Fnac-France Inter (2019-actuel) : décerné par un jury d'après une sélection de 20 albums parus dans l'année effectuée par les libraires Fnac[17].

#### France Info
- Prix France Info (1994-actuel) : ce prix de la Bande dessinée d’actualité et de reportage est décerné annuellement par un jury des journalistes de France Info.
- Visa d'or de l'Information numérique franceinfo (2016-actuel) : ce prix récompense un projet se distinguant par l'utilisation des nouveaux outils multimédias[18].
- Prix Médias en Seine (2018-actuel) : ce prix récompense les startups engagées dans l'avenir des médias et de l'information[19].

#### France Bleu
- Talents France Bleu (1994-actuel) : ces récompenses françaises sont décernées par plus de 400 animateurs et responsables des programmes du réseau France Bleu.
- Prix du Livre France Bleu - Page des libraires (2014-actuel) : récompensant le meilleur roman francophone de l'été, parmi une sélection des libraires indépendants[20].
- Prix France Bleu Grands détectives (2020-actuel) : prix récompensant un roman policier historique français paru l'année précédente aux éditions 10/18[21].
- Trophée 100 % Coup de cœur France Bleu (2020-actuel) : prix récompensant de jeunes artistes révélés sur France Bleu[22].

#### France Musique
- Prix France Musique-Sacem de la musique de film (2006-actuel) : ce prix est décerné par France Musique et la SACEM au compositeur d'une musique de film originale.
- Prix France Musique des Muses (? -actuel) : prix récompensant des ouvrages consacrés à la musique classique, au jazz et aux musiques traditionnelles[23].

#### France Culture
- Prix France Culture (1979-2005) : ce prix littéraire français annuel est créé par France Culture afin d'honorer un des livres parus au début de l'année civile.
- Prix France Culture-Télérama (2006-2013) : ce prix littéraire français annuel organisé par France Culture et Télérama remplace le précédent.
- Roman des étudiants France Culture-Télérama (2014-actuel) : ce prix littéraire, dont le jury est entièrement composé d'étudiants, désigne un roman parmi 10 en lice.
- Prix France Culture Cinéma (1999-2014) :
- Prix France Culture Cinéma des étudiants (2015-actuel) : ce prix récompense un film dont France Culture est partenaire, choisi par plus d'un millier d’étudiants.
- Prix France Culture Cinéma Consécration (2015-actuel) :
- Prix international Students Award Unifrance/France Culture (2016-actuel) : remis conjointement avec Unifrance et récompensant les cinéastes pour leurs œuvres.
- Prix des auditeurs du Masque (1990-actuel) : les auditeurs de l'émission Le Masque et la Plume désignent leur meilleur film français et étranger de l'année.
- Prix du livre audio France Culture-Lire dans le noir (2009-actuel) : ce prix récompense les meilleurs livres à écouter publiés dans l’année[24].
- Prix Mauvais genres (2012-2015) : prix littéraire français créé par France Culture et Le Nouvel Observateur, récompensant un ouvrage de fiction, et un de non-fiction[25].
- Prix étudiant de la BD politique (2017-actuel) : récompense décernée annuellement par France Culture et l'association Lire la politique[26].
- Prix Le Goût des Sciences (2009-actuel) : prix valorisant chaque année un auteur pour la qualité de son ouvrage en termes de médiation scientifique auprès du grand public[27].
- Prix étudiant du livre politique (?-actuel) : l'association Lire la politique choisit un ouvrage de littérature politique sélectionné par un jury composé de personnalités politiques, institutionnelles et médiatiques[28].
- Prix France Culture BD des étudiants (2020-actuel) : des étudiants désignent via Internet la bande dessinée lauréate parmi les cinq proposées par France Culture[29].

### RTL
- Grand prix RTL-Lire (1992-actuel) : prix littéraire français récompensant chaque année un roman francophone choisi par un jury de lecteurs.
- Prix #RTL Challenge en journalisme numérique (2015-actuel) : récompense deux élèves après réalisation de trois contenus sur un sujet donné et une soutenance[30].
- Bourse RTL-Jean-Baptiste Dumas (1995-actuel) : attribuée tous les ans à un étudiant en journalisme radio ayant planché sur un thème d'actualité[31].
- Grand prix RTL de la bande dessinée (2004-actuel) : décerné chaque année au mois de novembre à une bande dessinée parmi les nouveautés de l'année écoulée.
- Album RTL de l'année (2006-actuel) : trophée récompensant chaque année, au mois de décembre, un album choisi par un jury composé d'auditeurs de RTL.
- Trophée Champion RTL Sports (2007-actuel) : la radio RTL distingue le champion sportif de l'année en lui attribuant un trophée[32].
- Grand Prix RTL-Auto Plus (2010-actuel) : auditeurs et internautes récompensent les meilleures voitures des grands salons européens dans quatre catégories[33].
- Concours RTL-Gallimard-Télérama du Premier roman jeunesse (2013-actuel) : ouvert à ceux qui écrivent pour la jeunesse, le lauréat sera accompagné jusqu'à publication[34].

### Europe 1
- Bourse Lauga-Delmas (1961-actuel) : concours organisé par Europe 1 pour distinguer les meilleurs étudiants en dernière année d'école de journalisme.
- Trophées de l'Avenir (2017-actuel) : ces prix récompensent celles et ceux qui participent activement à la France des initiatives et des innovations[35].

### RMC
- RMC Sport Awards (2014-actuel) : un lauréat pour chaque catégorie est désigné par RMC, BFMTV, Le Parisien - Aujourd'hui en France et BFM Sport[36].
- Trophées PME Bougeons-nous (2010-actuel) : l'objectif de ce prix est de valoriser la créativité, l'investissement, le dynamisme et l'enthousiasme des PME françaises[37].
- Grand casting des Grandes Gueules (2016-actuel) : casting annuel ouvert dans la perspective de devenir un nouveau membre de l'émission Les Grandes Gueules[38].
- Talents de l'Info RMC (2009-actuel) : l'étudiant en journalisme gagnant le concours est invité à rejoindre la rédaction de RMC pour un CDD[39].
- Grand casting étudiant des Grandes Gueules (2017-actuel) : un étudiant, âgé de 18 à 25 ans, pourra devenir la nouvelles Grande Gueule de l'émission[40].
- Bourse Marc Van Moere (2013-actuel) : RMC Sport organise un concours sur deux jours pour élèves-journalistes, le lauréat décrochant un CDD de trois mois[41].
- Grand Prix RMC des maires (2018-actuel) : RMC récompense chaque année les projets entreprenants des maires de France[42].
- Prix de la Grande Gueule RMC de l'année (?-actuel) : les internautes désignent la personnalité ayant le plus marquée l'actualité de l'année écoulée[43].

### NRJ
- Concours NRJ - Nouveaux talents français (2016-actuel) : 60 projets sélectionnés, groupe ou artiste solo, les internautes et un jury NRJ désignant le vainqueur[44].
- Prix Scientifique de la Fondation NRJ-Institut de France (1999-actuel) : le prix récompense une équipe ayant acquis la notoriété dans le domaine des neurosciences[45].
- NRJ DJ Awards (2012-actuel) : tous les ans, en novembre, en direct du Salon du MICS à Monaco, des Disc jockey sont récompensés.
- NRJ Music Awards (2000-actuel) : tous les ans, en novembre, au Palais des festivals et des congrès de Cannes, chanteurs français et internationaux sont récompensés.

### Fun Radio
- Fun Radio DJ Awards (2013-actuel) : des prix pour mettre à l’honneur les plus talentueux DJ de la planète[46].

### OÜI FM
- OÜI FM Rock Awards (2016-2017) : série de prix consacrant le rock en france et à l'international à partir d'une présélection établie par la radio[47].

### RFM
- Partenariat de RFM pour les Globes de Cristal (2006-actuel) : 15 000 journalistes récompensant 14 catégories artistiques[48].

### Radio Classique
- Les Élections Classiques (2017-actuel) : les Français élisent sur internet leur musique classique préférée parmi cinquante chefs-d'œuvre du classique[49].

### Radio Nova
- Prix SACD - Radio Nova (2018-actuel) : prix d’écriture de fictions sonores courtes en collaboration avec le festival Longueur d’ondes[50].

### Radio FG
- FG Awards (2007-actuel) : prix récompensant les acteurs majeurs de l'univers de la musique électronique, par le biais d'une douzaine de catégories.

## Autres prix liés au monde de la radio

### Professionnels de la radio
- Prix Ondas (1954-actuel) : intitulé aussi Ondas Awards, ce prix est donné par Radio Barcelona pour récompenser notamment des professionnels de la radio.
- Prix Roland-Dorgelès (1996-actuel) : un journaliste radio récompensé pour sa contribution au rayonnement de la langue française.
- Animateur de l'année selon le magazine GQ (2009-actuel) : l'animateur de l'année peut être désigné au sein du média radio[51].
- Prix Philippe-Caloni (2007-actuel) : récompense le meilleur intervieweur de l'année, qui peut être un journaliste radio.
- Prix Média du Dispositif Médical (catégorie radio) (2013-actuel) : distingue un journaliste contribuant à mieux faire connaître le secteur des dispositifs médicaux[52].
- Grand prix de la presse internationale (2007-actuel) : couronnent ceux qui se sont distingués en radio notamment par la couverture de l'actualité internationale[53].
- Prix Varenne de la radio (1989-actuel) : pour valoriser le métier de journaliste en récompensant les efforts et la qualité de travaux journalistiques[54].
- Prix de la presse diplomatique (1929-actuel) : destiné à couronner la meilleure couverture, durant l’année écoulée, de sujets de politique international.
- Trophée Signatures santé (catégorie radio) : pour récompenser un professionnel dont l'exercice se situe dans la thématique santé[54].
- RadioPub Awards (2014-actuel) : pour valoriser et stimuler la création publicitaire radiophonique francophone diffusée en radio[55].
- Deutscher Kritikerpreis (1951-2009) (catégorie radio) : prix culturel sans dotation décerné tous les ans par l'association des critiques allemands.
- Moustiques d'or (2005-actuel) : décernés par l'hebdomadaire belge Télémoustique aux personnalités radiophoniques du paysage audiovisuel wallon.
- Radio Notes (2017-actuel) : www.puremedias.com et 20 Minutes permettent aux internautes de désigner leurs personnalités radiophoniques préférées[56].
- Jeunes talents de la radio (2013-actuel) : les finalistes se succèdent en live devant un jury du Salon de la radio de Paris, lequel décerne plusieurs trophées[57],[58].
- Grands prix du Salon de la radio (à vérifier en janvier 2019 la similitude avec le prix précédent) url=article de la lettre.pro
- Prix Reporters d'espoirs (2004-actuel) : des journalistes sont récompensés pour leurs sujets sur des initiatives « porteuses de solutions ».
- Prix SACD (1995-actuel) : récompenses décernées par la SACD dans le domaine de la radio, notamment, pour un auteur confirmé et un nouveau talent.
- Prix SACD Belgique (?-actuel) : la SACD belge décerne également des prix distincts de l'établissement français.
- Prix des Assises internationales du journalisme de Tours (2007-actuel) : le président du Jury récompense quatre lauréats depuis le Centre de congrès de Tours[59].
- Prix Bayeux des correspondants de guerre (catégorie radio) (1994-actuel) : la ville de Bayeux en Normandie rend hommage annuellement à certains journalistes[60].
- Prix du meilleur journaliste radio ivoirien (1999-actuel) : les Ebony sont organisés tous les ans par l'Union nationale des journalistes de Côte d'Ivoire[61].
- Prix Johann-Philipp-Palm (?-actuel) : ce prix, qui consacre la Liberté de la Presse et d’Opinion, est remis tous les deux ans par la fondation Palm[62].
- Country Radio Hall of Fame (2001-actuel) : c'est un Temple de la renommée américain consacrant des animateurs radio à l'égard de la musique country[63].
- Life choice Awards (catégorie médias) (2019-actuel) : ce prix a pour objectif de mettre à l'honneur, chaque année, les personnalités les plus populaires de la culture urbaine ivoirienne[64].

### Stations de radio, émissions de radio ou reportages
- Prix du journalisme dans la catégorie reportage de radio format court : décerné par les Médias francophones publics.
- Prix du journalisme dans la catégorie reportage de radio format long : décerné par les Médias francophones publics.
- Grand prix des médias CB News (meilleure radio, meilleure émission de radio, etc.) (1999-actuel) : 17 catégories récompensant des médias innovants[65],[66],[67].
- Concours organisé par Devreporter Network : prix décerné par le réseau de journalistes et professionnels de la communication pour le développement[68].
- Prix ON'R Brandy : permet de récompenser, dans le cadre du Salon de la Radio, dix radios et deux entreprises du secteur[69].
- Antennes de Cristal (?-obsolète) : décernées par des médias belges pour récompenser notamment les meilleures émissions de radio belges.
- Prix de la presse Belfius (1969-actuel) (catégorie radio) : attribué annuellement par la banque Belfius aux meilleurs reportages de l'année en Belgique.
- Giles Cooper Awards (1978-1992) : cinq ou six lauréats récompensés chaque année pour la qualité de pièces radiophoniques écrites pour la BBC.
- Grand prix de la fiction radiophonique de la SGDL (2008-actuel) : prix littéraire de la Société des gens de lettres pour récompenser un auteur et son œuvre.
- Grand Prix Paul-Gilson (catégorie fiction radiophonique) (?-?) : décerné chaque année par les Médias francophones publics.
- Grand Prix Paul-Gilson (catégorie documentaire) (?-?) : décerné chaque année par les Médias francophones publics.
- Grand Prix Paul-Gilson (catégorie émission de radio) (?-?) : décerné chaque année par les Médias francophones publics.
- Moustiques d'or (2005-actuel) : décernés par l'hebdomadaire belge Télémoustique aux meilleures émissions de radio wallonnes.
- Prix Italia (1948-actuel) : concours international organisé par la Rai récompensant la qualité de programmes radiophoniques, notamment.
- Lauriers de la Radio et de la Télévision (1996-actuel) : le laurier Grand Reporter (Prix Patrick Bourrat) est décerné à cette occasion[70].
- Lauriers de la Radio et de la Télévision (1996-actuel) : est décerné un laurier pour récompenser un programme de radio[70],[71].
- Lauriers de la Radio et de la Télévision (1996-actuel) : est décerné un laurier pour récompenser une émission d'information à la radio[72].
- Prix Philippe Chaffanjon (2014-actuel) : un lauréat français et un autre haïtien, récompensés pour leur reportage par un jury multimédia[73].
- Phonurgia Nova Awards (1986-actuel) : après deux jours d'écoute et de débats, à la BnF, cinq prix sont attribués à des programmes radio[74].
- Peabody Awards (1941-actuel) : récompenses américaines remises annuellement à des programmes de radio, notamment, pour leur excellence[réf. souhaitée]
- Radio Notes (2017-actuel) : www.puremedias.com et 20 Minutes permettent aux internautes de désigner leurs émissions et stations préférées[56].
- Phonurgia Nova Awards (1986-actuel) : plusieurs prix remis à des créations radiophoniques, podcasts, documentaires sonores, etc[75].
- Prix Hugo de la meilleure présentation dramatique (1958-actuel) : la World Science Fiction Convention peut récompenser des œuvres radiophoniques de science-fiction.
- Micros d'Or (?-actuel) : parrainés par le CNOSF, ils récompensent des reportages de sport dans la presse audiovisuelle[76].
- Prix PaxSahel - JSC (2017-actuel) : ce prix du « Journalisme sensible aux conflits » récompense des œuvres journalistiques par un ordinateur et de l'argent en espèce[77].
- Concours radio « Compétence » (2018-actuel) : concours destiné à créer une émulation entre les stations ivoiriennes pour améliorer aussi la qualité de vie[78].

### Bourses
- Bourse René-Payot (?-actuel) : offerte par les Médias francophones publics, à la mémoire du journaliste suisse, pour récompenser un aspirant journaliste[79].

### Castings
- Casting NRJ Belgique (2013-actuel) : NRJ Belgique offre une place d'animateur à celui qui arrivera à convaincre les jurys[80].
- Grand Casting Nostalgie des Animateurs (2010-actuel) : les cinq candidats présélectionnés par la radio doivent coanimer durant une heure la matinale de Nostalgie[81].
- Casting Fun Wants You (2020-actuel) : casting organisé par la station Fun Radio Belgique en vue de trouver son nouvel animateur[82].

### Apports aux télécommunications ou à la radio
- Prix Marconi (1975-actuel) : prix annuel récompensant des avances dans le domaine de la transmission de l'information et décerné par la Fondation Marconi (en).

### Prix musicaux
- Gala de l'ADISQ - Radio Canada (?-actuel) : multitude de prix musicaux décernés par Radio-Canada[83].
- Prix Jeune soliste : décerné par les Médias francophones publics.
- Grand Prix Paul-Gilson (catégorie musique) : décerné chaque année par les Médias francophones publics.
- Top Singer : les auditeurs se prononcent en votant dans un concours de chants organisé par la webradio Radio Compile[84].

### Autres talents
- Concours NRJ Belgique Talents (?-actuel) : internautes et professionnels déterminent le talent belge de l'année parmi cinq finalistes[85].
- RadioPub Awards (2014-actuel) : les lauréats, proclamés lors du Salon de la radio de Paris, sont des acteurs du secteur publicitaire[86].
- NRJ Startup Awards (?-actuel) : un jury de professionnels sélectionne des startups  puis les récompense d'une surface publicitaire et d'argent cash[87].
- Concours international 60 secondes radio (2015-actuel) : les candidats aux « Transistors d'or, etc. » sont invités à produire une capsule de 60 secondes[88].